# Перескоки (Малмыжский район)
Перескоки — деревня в Малмыжском районе Кировской области в составе Старотушкинского сельского поселения. 

## География
Находится на правом берегу Вятки на расстоянии примерно 29 километров по прямой на север-северо-запад от районного центра города Малмыж.

## История
Известна с 1802 года, когда здесь было учтено 2 жителя мужского пола (оба русских). В 1873 году дворов 33 и жителей 288, в 1905 46 и 310, в 1926 68 и 378 соответственно. В 1950 году было 105 дворов и 418 жителей. В 1989 году учтено 172 жителя.

## Население
Постоянное население  составляло 159 человек (русские 61%, мари 37%) в 2002 году, 122 в 2010.